# Cecil Powell
Cecil Frank Powell, FRS (født 5. december 1903, død 9. august 1969) var en engelsk fysiker, der arbejdede på University of Cambridge og University of Bristol. Han modtog nobelprisen i fysik for udvikligen af en fotografisk metode til at studere kerneprocesser og den efterfølgende opdagelse  af pion (pi-meson), en subatomar partikel, som Hideki Yukawa havde modtaget samme pris for at forudse året før.